# 阿蘇火山博物館
32°53′7″N 131°3′7″E / 32.88528°N 131.05194°E

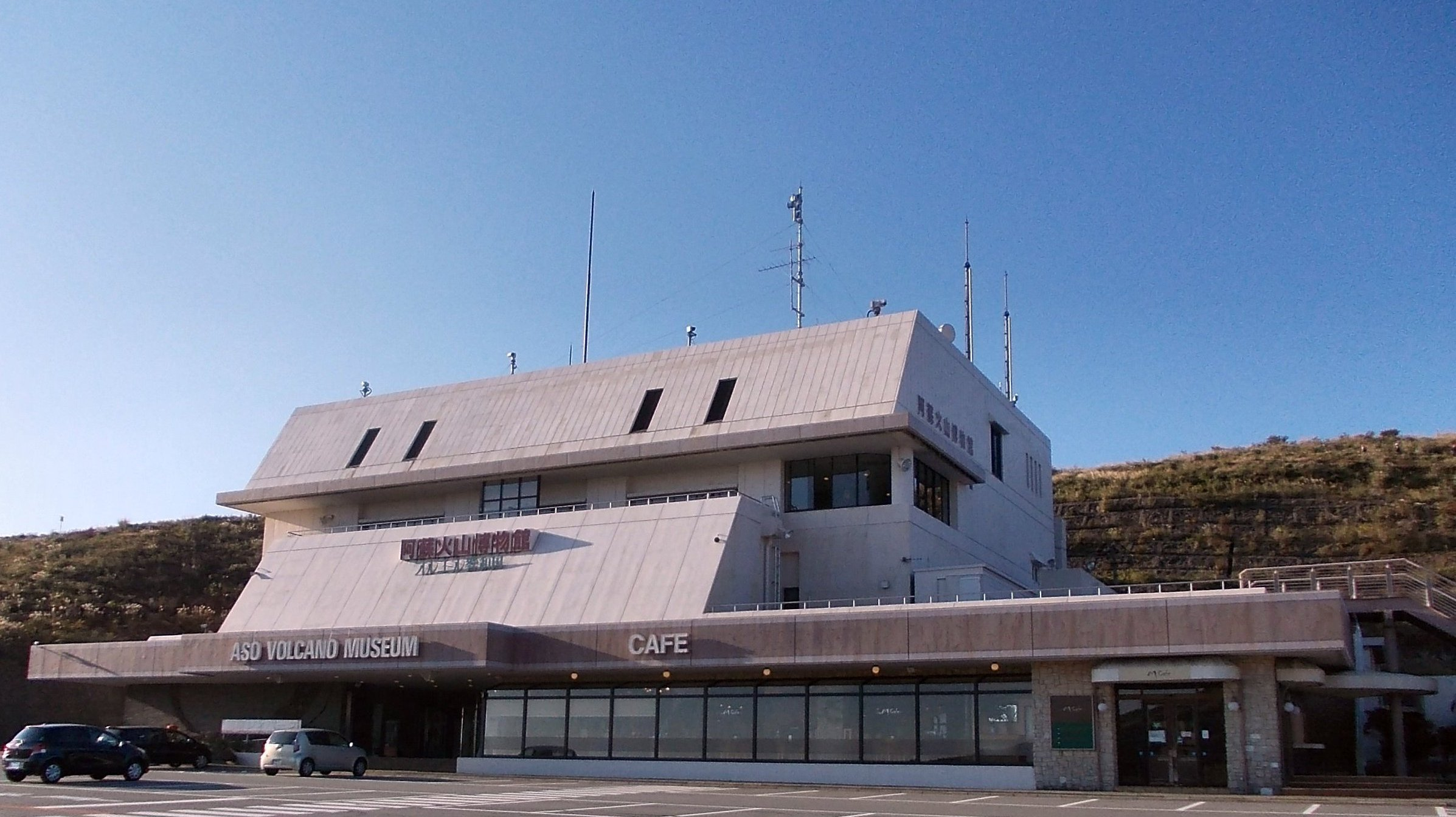
阿蘇火山博物館外觀

阿蘇火山博物館是位於日本熊本縣阿蘇市草千里的一座以阿蘇火山為主題的博物館，由公益財團法人阿蘇火山博物館久木文化財團負責經營管理。

## 背景
博物館內展示了火山相關資料，並在阿蘇火山口設置了兩台攝影機，可以看到火山口的即時影像及聲音。
由於阿蘇山纜車在阿蘇火山的火山活動較劇烈時，或是天候不佳時會關閉，來到阿蘇山的旅客將會無法到火山口參觀；因此過去的阿蘇町（已於2005年合併為現在的阿蘇市）提議設立此博物館，做為旅客在無法上山時的替代景點。在九州產業交通控股公司的資助下，在1982年成立了阿蘇火山博物館。2004年因九州産業交通控股公司經營出現問題，將博物館經營權轉給阿蘇製藥。

## 外部連結
- （日語） 阿蘇火山博物館 （页面存档备份，存于）